# Gymnosoma hamiensis
Gymnosoma hamiensis là một loài ruồi trong họ Tachinidae.